# 陈燕 (飞行员)
陈燕（1963年4月18日—2016年4月15日），女，祖籍浙江温州，生于上海，中国飞行员、慈善家，全国工商联女企业家商会理事，前任珠海蓝天使文化传播公司经理及珠海市爱心促进会名誉会长。

## 生平
陈燕生于上海，祖籍浙江温州，1980年代与于吉林结婚，1989年与其夫赴珠海定居，同年创立“蓝天使咖啡馆”（即蓝天使文化传播公司前身）。“蓝天使”的由来是美国海军飞行表演队使用的名字。2003年于广东省通用航空公司学习飞机驾驶，2004年获得中国民用航空局颁发的私用驾驶员执照，成为中国史上首位获得固定翼飞机私照的女飞行员。同年获得“中国经济女性杰出贡献人物”称号，成为广东省唯一获此殊荣的女性。
2006年，陈燕于第六届中国航展期间驾驶一架由美国西锐公司设计的“SR22-G2”飞机，并且完成了多种绚丽的飞行动作，她成为中国首位在国际航展进行表演的民间女飞行员。
2014年，陈燕被诊断患有直肠癌，并接受手术治疗。2016年4月15日晚，因癌症复发医治无效于珠海中大五院病逝，享年54岁。

## 家庭
陈燕的弟弟是现任珠海市爱心促进会（前称蓝天使爱心公社）会长陈鹰，该会于2005年成立，举办过多起慈善活动。